# Orosfera

Una orosfera nel piano iperbolico, ovvero un orociclo. Si tratta di una circonferenza tangente alla circonferenza dei punti all'infinito. Le rette normali all'orosfera convergono asintoticamente al punto di tangenza.

In geometria iperbolica, l'orosfera è una generalizzazione dell'orociclo (definito nel piano iperbolico) in dimensione arbitraria. Nella geometria iperbolica dello spazio, visualizzata nel modello del disco di Poincaré, l'orosfera è effettivamente una sfera, tangente alla sfera di bordo.

## Definizione
Sia {\displaystyle \mathbb {H} ^{n}} lo spazio iperbolico di dimensione {\displaystyle n} (ad esempio, {\displaystyle n=2,3}). Il modello del disco di Poincaré rappresenta {\displaystyle \mathbb {H} ^{n}} come il disco unitario in {\displaystyle \mathbb {R} ^{n}}:
{\displaystyle \mathbb {H} ^{n}={\big \{}(x_{1},\ldots ,x_{n})\in \mathbb {R} ^{n}\ {\big |}\ x_{1}^{2}+\ldots +x_{n}^{2}<1{\big \}}.}
Il bordo del disco può essere interpretato come la sfera dei "punti all'infinito":
{\displaystyle \partial \mathbb {H} ^{n}={\big \{}x_{1},\ldots ,x_{n}\in \mathbb {R} ^{n}\ {\big |}x_{1}^{2}+\ldots +x_{n}^{2}=1{\big \}}.}
In questo modello, una orosfera è una qualsiasi sfera {\displaystyle (n-1)}-dimensionale contenuta in {\displaystyle \mathbb {H} ^{n}} e tangente alla sfera dei punti all'infinito.
Per {\displaystyle n=2} una orosfera è una circonferenza e viene chiamata orociclo.

## Proprietà
Un'orosfera interseca il bordo del disco di Poincaré (i "punti all'infinito" del piano iperbolico) in un punto {\displaystyle P}, detto centro. Due orosfere sono dette concentriche se intersecano il bordo del disco nello stesso punto {\displaystyle P}.

### Rappresentazione nel semispazio
Tramite una isometria dello spazio iperbolico è possibile spostare il punto {\displaystyle P} a piacimento sulla sfera dei punti all'infinito. In particolare, è possibile usare il modello del semispazio
{\displaystyle \mathbb {H} ^{n}={\big \{}(x_{1},\ldots ,x_{n})\in \mathbb {R} ^{n}\ {\big |}\ x_{1}>0{\big \}}}
e spostare {\displaystyle P} sul punto all'infinito. Le orosfere aventi come centro il punto all'infinito (in questo modello) sono precisamente gli iperpiani di equazione
{\displaystyle x_{1}=k}
al variare di {\displaystyle k>0}.

### Raggi
Una retta dello spazio iperbolico che converge (in una delle sue direzioni) asintoticamente a {\displaystyle P} è un raggio dell'orosfera. 
Valgono le proprietà seguenti.
- Ciascun raggio è un asse di simmetria per l'orosfera.
- Il rapporto tra due archi di orosfere concentriche tagliati dagli stessi raggi dipende solo dalla distanza delle due orosfere, secondo la relazione seguente:
{\displaystyle {\frac {AB}{A'B'}}=e^{-{\frac {x}{k}}},}
dove {\displaystyle x=AA'=BB'} sono segmenti di raggi tagliati da oricicli concentrici, e {\displaystyle k} è una costante opportuna.

### Sottospazi
L'intersezione di una orosfera con un sottospazio i cui punti all'infinito contengono {\displaystyle P} è a sua volta un'orosfera. Ad esempio, nello spazio iperbolico {\displaystyle \mathbb {H} ^{3}}, l'intersezione di un orociclo con un piano i cui punti all'infinito contengono {\displaystyle P} è un orociclo nel piano. Un tale piano può essere chiamato piano diametrale all'orosfera. Valgono le proprietà seguenti:
- L'orosfera è una superficie di rivoluzione generata dalla rotazione di un orociclo intorno a un suo raggio.
- Ogni piano diametrale è piano di simmetria per l'orisfera.

### Orosfere
Valgono le proprietà seguenti:
- Date due orosfere {\displaystyle O} e {\displaystyle O'}, esiste una isometria del piano che sposta la prima nella seconda (le orosfere sono tutte congruenti).

## Geometria dell'orosfera
Una orosfera fissata {\displaystyle O} ha una sua geometria, che coincide con la geometria euclidea. Più precisamente, una orosfera {\displaystyle O} contenuta nello spazio iperbolico {\displaystyle \mathbb {H} ^{n}} risulta avere una geometria equivalente allo spazio euclideo {\displaystyle (n-1)}-dimensionale {\displaystyle \mathbb {R} ^{n-1}}.
Questa geometria può essere introdotta in vari modi. Da un punto di vista classico ed elementare, è sufficiente definire le rette in {\displaystyle O} come gli orocicli contenuti in {\displaystyle O}. Gli angoli fra due orocicli sono gli angoli formati dalle due rette (iperboliche) tangenti nel punto di intersezione. Vale il V postulato di Euclide, e quindi la geometria è euclidea.
Da un punto di vista più moderno, un orociclo è una sottovarietà differenziabile dentro alla varietà riemanniana {\displaystyle \mathbb {H} ^{n}}, quindi ha una struttura indotta di varietà riemanniana (ottenuta restringendo il tensore metrico a {\displaystyle O}). La curvatura di questa metrica risulta essere nulla, e quindi la varietà è piatta e isometrica a {\displaystyle \mathbb {R} ^{n-1}}. Per verificare questo fatto è sufficiente utilizzare il modello del semispazio e supporre che {\displaystyle O} sia descritto da una equazione
{\displaystyle O=\{x_{1}=k\}}
per qualche {\displaystyle k>0}. Nel modello del semispazio, il tensore metrico in un punto {\displaystyle (x_{1},\ldots ,x_{n})} è pari a
{\displaystyle g={\frac {1}{x_{1}^{2}}}I}
dove {\displaystyle I} è la matrice identità. In altre parole, è l'usuale tensore metrico euclideo riscalato di un fattore quadratico dipendente dall'altezza {\displaystyle x_{1}}. I punti appartenenti ad una orosfera sono tutti alla stessa altezza {\displaystyle k}: su questa il tensore metrico è quindi
{\displaystyle g={\frac {1}{k^{2}}}I}
ovvero il riscalamento di un fattore costante {\displaystyle 1/k^{2}} della metrica euclidea. L'orosfera è quindi isometrica a {\displaystyle \mathbb {R} ^{n-1}}.